# スッサン
スッサン(仏:Soussans)とは、フランス南西部のジロンド県に位置する、ヌーヴェル=アキテーヌ地域圏に属するコミューンである。砂利の堆積が厚く、水はけの良い土壌から、優美で繊細なワインが作られていることが知られている。

## 人口動態
フランスの統計を司るINSEEによると、以下の通り、近年は増加傾向であることがうかがえる。